# حزب کمونیست کانادا
حزب کمونیست کانادا (انگلیسی: Communist Party of Canada; فرانسوی: Parti communiste du Canada‎) یک حزب سیاسی فدرال در کانادا است که در سال ۱۹۲۱ در شرایط غیرقانونی تأسیس شد. اگرچه در حال حاضر هیچ نمایندگی پارلمانی ندارد، نامزدهای حزب قبلاً برای مجلس عوام، مجلس قانونگذاری انتاریو، و مجلس قانونگذاری مَنیتُبا انتخاب شده‌اند.